# Burgruine Rupprechtstein
Die Burgruine Rupprechtstein ist die Ruine einer Höhenburg auf einer 550 m ü. NHN hohen Bergzunge bei Rupprechtstein, einem Ortsteil der Gemeinde Etzelwang im Landkreis Amberg-Sulzbach in Bayern. Die Anlage wird als Bodendenkmal unter der Aktennummer D-3-6435-0149 im Bayernatlas als „archäologische Befunde im Bereich der mittelalterlichen Burgruine Rupprechtstein“ geführt. Ebenso ist sie unter der Aktennummer D-3-71-140-21 als denkmalgeschütztes Baudenkmal von Rupprechtstein verzeichnet.
Die Burg wurde etwa im 13. Jahrhundert erbaut. Die Herren von Rupprechtstein wurden 1243 erstmals, in einer das Kloster Engelthal betreffenden Urkunde erwähnt. Vom 14. Jahrhundert bis 1601 war die Burg Sitz der Freudenberger. 1776 fanden Um- und Ausbauten statt. In der ersten Hälfte des 19. Jahrhunderts galt die Burg als verfallen. 1903 erwarb Johann Georg Pickel das Gut und baute das Ökonomiegebäude zum Gasthaus um.

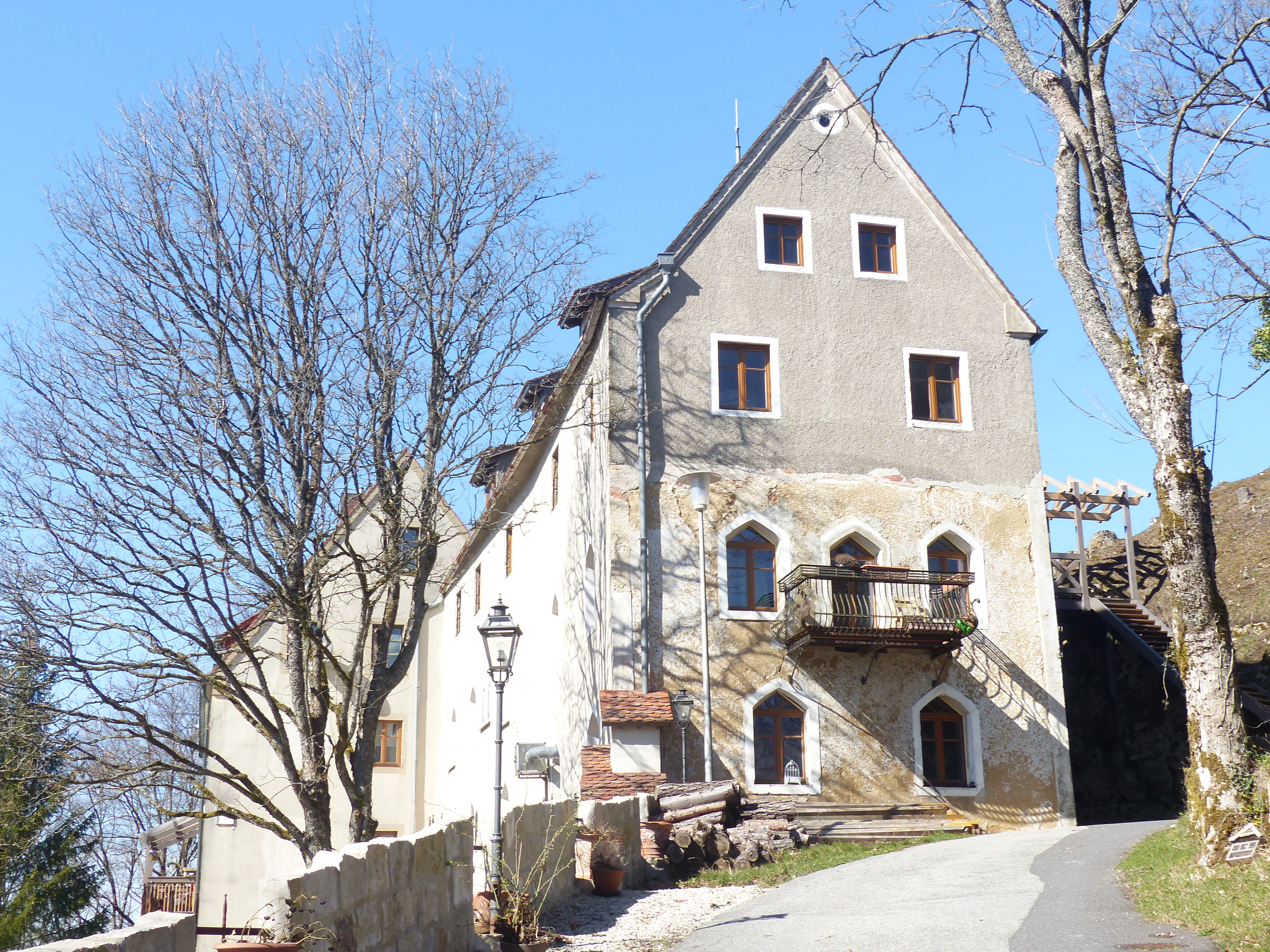
Ökonomiegebäude (Ehemaliges Patrimonialgericht)

Von der ehemaligen Burganlage mit Vor- und Hauptburg sind noch Reste des Bergfrieds (Turmstumpf), Kellergewölbe und ein tiefer Ziehbrunnen erhalten.

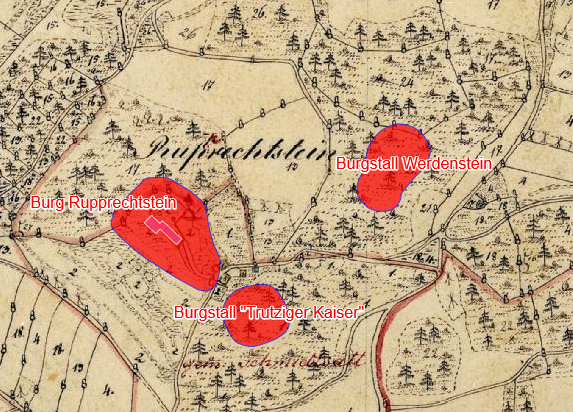
Lageplan von Burgstall Rupprechtstein, Werdenstein und "Trutziger Kaiser" auf dem Urkataster von Bayern

Etwa 100 Meter südöstlich der Burg befand sich einst der Wehrturm und Burgstall Trutziger Kaiser.